# Fagot
Fagotten er et træblæserinstrument. Den er dobbeltrørbladet ligesom oboen. Den er udviklet i det 18. århundrede af et instrument der hedder dulcian.
Fagotten er træblæsernes bas og har været populær i kunstmusikken siden barokken. Der har været forsøg på at skabe en fagotfamilie, men udover kontrafagotten har dette været en fiasko. Dog har fagottinoen, som klinger i F, de senere år haft fremgang eftersom det er nemmere for børn at starte i en tidlig alder da fagotinoen er en "mini-fagot" som kun er ca. halvt så stor som den traditionelle fagot.
Fagottens ambitus er normalt fra B1 til e2, hvilket gør den til den klart dybeste træblæser. Sammenlignet hermed kan klarinetten, der kan komme næstdybest, komme ned på et lille e der ligger en duodecim over B1.
Fagotten bruges mest i kammermusik fx blæserkvintetten eller i symfoniorkestre og knap så meget som soloinstrument.

## Udvikling

### Tidlig historie
Musikhistorikkere betragter generelt dulcianen som forløberen for den moderne fagot, eftersom de to instrumenter har mange karakteristika til fælles: et dobbelt rørblad tilpasset en metalkrog, skævt borede tonehuller og en konisk udboring, der fordobler den selv. Oprindelsen af dulcianen er uklar, men i midten af det 16. århundrede var den tilgængelig i op til otte forskellige størrelser, fra sopran til storbas. En hel consort af dulcianer var en sjældenhed; dens primære funktion lader til at have været at udfylde basrollen i et for tiden typisk blæserorkester, enten højt (skalmejer) eller blødt (blokfløjter), hvilket indikerer en bemærkelsesværdig evne til at variere dynamikken til at tilpasse behovene. Derudover var teknikken brugt til at spille dulcian forholdsvis primitiv med otte fingerhuller og generelt kun én toneart, hvilket gjorde dens brug begrænset. Dulcianen blev kendt som fagotto i Italien.
- Wikimedia Commons har flere filer relateret til Fagot